# Samir Maarouf
Samir Maarouf, född 2 januari 2001, är en svensk-palestinsk fotbollsspelare som spelar för Lunds BK.

## Karriär
Efter att ha bott i Frölunda under sin första levnadsår flyttade Samir Maarouf tidigt med sin familj till Mölndal, där han började spela fotboll i Balltorps FF. Som 14-åring lämnade han moderklubben för spel i Gais där det blev tre säsonger, innan han skrev på för BK Häcken inför säsongen 2018.
BK Häcken lyfte upp Maarouf i A-laget inför säsongen 2021. Tävlingsdebuten skedde därefter den 21 februari 2021, i 2-0-segern mot Dalkurd FF i Svenska Cupen. Senare samma år fick Maarouf också debutera i allsvenskan när han hoppade in i 3-2-segern mot Kalmar FF den 12 juli 2021. Bara tio dagar senare debuterade han även i Europaspelet, när BK Häcken förlorade med 1-5 mot Aberdeen i Uefa Europa Conference League.
Den 28 augusti 2021 lånades Maarouf ut till Vasalunds IF på ett låneavtal över resten av säsongen. I januari 2022 förlängde han sitt kontrakt i BK Häcken med ett år. I juni 2022 värvades Maarouf av AFC Eskilstuna, där han skrev på ett 3,5-årskontrakt.
I mars 2024 värvades Maarouf av Lunds BK, där han skrev på ett tvåårskontrakt.

## Statistik
| Klubb              | Säsong             | Liga               | Liga    | Liga | Nationell cup | Nationell cup | Internationell cup | Internationell cup | Totalt  | Totalt |
| Klubb              | Säsong             | Division           | Matcher | Mål  | Matcher       | Mål           | Matcher            | Mål                | Matcher | Mål    |
| ------------------ | ------------------ | ------------------ | ------- | ---- | ------------- | ------------- | ------------------ | ------------------ | ------- | ------ |
| BK Häcken          | 2021               | Allsvenskan        | 7       | 0    | 3             | 0             | 2                  | 0                  | 12      | 0      |
| Vasalunds IF (lån) | 2021               | Superettan         | 4       | 0    | 0             | 0             | —                  | —                  | 4       | 0      |
| AFC Eskilstuna     | 2022               | Superettan         | 15      | 1    | 0             | 0             | —                  | —                  | 15      | 1      |
| AFC Eskilstuna     | 2023               | Superettan         | 19      | 0    | 0             | 0             | —                  | —                  | 19      | 0      |
| AFC Eskilstuna     | Totalt             | Totalt             | 34      | 1    | 2             | 2             | —                  | —                  | 34      | 1      |
| Lunds BK           | 2024               | Ettan Södra        | 12      | 2    | 0             | 0             | —                  | —                  | 12      | 2      |
| Totalt i karriären | Totalt i karriären | Totalt i karriären | 57      | 3    | 3             | 0             | 2                  | 0                  | 62      | 3      |